# Nagyvenyim, Fejér
Nagyvenyim  este un sat în districtul Dunaújváros, județul Fejér, Ungaria, având o populație de 4.088 de locuitori (2011). 

## Demografie
Componența etnică a satului Nagyvenyim
     Maghiari (91,42%)
     Romi (6,13%)
     Germani (1,07%)
     Necunoscut (0,82%)
     Alții (0,56%)
Componența confesională a satului Nagyvenyim
     Romano-catolici (40,95%)
     Fără religie (36,62%)
     Reformați (6,51%)
     Atei (5,68%)
     Luterani (1,03%)
     Necunoscută (8,56%)
     Greco-catolici (0,66%)
     Alte religii (1,93%)
Conform recensământului din 2011, satul Nagyvenyim avea 4.088 de locuitori. Din punct de vedere etnic, majoritatea locuitorilor (91,42%) erau maghiari, existând și minorități de romi (6,13%) și germani (1,07%). Apartenența etnică nu este cunoscută în cazul a 0,82% din locuitori. Nu există o religie majoritară, locuitorii fiind romano-catolici (40,95%), persoane fără religie (36,62%), reformați (6,51%), atei (5,68%) și luterani (1,03%). Pentru 8,56% din locuitori nu este cunoscută apartenența confesională.